# Thomisops melanopes
Thomisops melanopes är en spindelart som beskrevs av Ansie S. Dippenaar-Schoeman 1989. Thomisops melanopes ingår i släktet Thomisops och familjen krabbspindlar. Inga underarter finns listade i Catalogue of Life.